# Count Every Star
Count Every Star est une chanson à succès américaine adaptée en 1949 par Sammy Gallop (en) de la chanson française Tout ça de Bernard Michel et Bruno Coquatrix.
La chanson a été reprise en 1950 par Dick Haymes ainsi que par le quatuor américain The Ravens : leur version figure dans le film de Sam Mendes Revolutionary Road (titre en français Les Noces rebelles), qui se déroule à cette époque. Count Every Star illustre la séquence du film où le jeune couple américain décide de partir vivre en France.
Elle a aussi été reprise par Donnie and the Dreamers en 1961 et par Linda Scott (en) en 1962.